# Анюйский (вулкан)
Анюйский — потухший вулкан на Чукотке, в Анюйском хребте. Тип вулкана — шлаковый конус. Открыт в 1952 году геологом Е.К. Устиевым.

## Описание
Анюйский вулкан находится примерно в 70 км к югу от посёлка Кепервеем. Вулкан голоценовый, то есть извергался в последние 10 тысяч лет, сейчас он считается потухшим и относится к памятникам природы. Из вулкана на 50 км тянется по долине застывший лавовый поток, подпрудивший многие притоки и потому окаймлённый озёрами.